# Parafia Ewangelicko-Prezbiteriańska Trójcy Świętej w Gdańsku
Parafia Ewangelicko-Prezbiteriańska Trójcy Świętej w Gdańsku – parafia Ewangelicko-Prezbiteriańska działająca w Gdańsku. 

## Opis
Parafia Ewangelicko-Prezbiteriańska Trójcy Świętej jest protestancką wspólnotą chrześcijańską tradycji reformowanej. Nabożeństwa odbywają się co niedzielę o godz. 10:15 w Ratuszu Oruńskim (poziom -1) ul. Gościnna 1 w Gdańsku.

## Historia
Początki parafii Trójcy Świętej w Gdańsku sięgają 2020 roku, kiedy to grupa wspólnie czytająca Małego Katechizmu Westminsterskiego przekształciła się w placówkę kościoła International Presbyterian Church. Obecnie parafia należy do Kościoła Ewangelicko-Prezbiteriańskiego w Polsce.